# Белавский, Пётр Иванович
Пётр Ива́нович Бела́вский (18 декабря 1892, посёлок Александровка, Царскосельский уезд, Санкт-Петербургская губерния — 30 марта 1983, посёлок Мариенбург, Гатчина) — священнослужитель Русской православной церкви, протоиерей. В 1928—1944 годах был участником иосифлянского движения.

## Биография
Родился 18 декабря 1892 года в посёлке Александровка Царскосельского уезда Санкт-Петербургской губернии в семье потомственных священников. Отец — Иван Петрович Белавский, окончил Тверскую семинарию, преподавал русскую словесность в духовных училищах Вышнего Волочка и Старицы; после женитьбы на Екатерине Дмитриевне Шишовой унаследовал приход её отца — церковь во имя святого благоверного князя Александра Невского в селе Александровка около посёлка Тайцы. В этой церкви священники Шишовы служили, в общей сложности, более ста лет.
Учился в Александро-Невском Духовном училище. В 1909 году поступил в Санкт-Петербургскую Духовную семинарию, где проучился до 1911 года. Во время учёбы познакомился с ректором семинарии архимандритом Вениамином (Казанским), отношения с которым поддерживал и в дальнейшем.
В 1911 году поступил в юнкерское училище.
27 августа 1913 года назначен на должность псаломщика в церковь села Мелковичи Лужского уезда.
22 мая 1914 года переведён псаломщиком в церковь Александра Невского при Красносельском военном госпитале. За свою работу с ранеными был награждён орденом Святого Станислава.
С 1917 года одновременно состоял на церковной и гражданской службе.
10 ноября 1920 года женился на Ксении Васильевне Бондаревой, дочери протоиерея Троицкой церкви в Красном Селе.
В ноябре 1920 года митрополитом Вениамином был рукоположен в сан диакона, 1 января 1921 года им же рукоположен в сан священника к Александро-Невской церкви села Александровка, где был настоятелем его отец.
8 сентября 1922 года епископом Петергофским Николаем (Ярушевичем) назначен настоятелем церкви святого Алексия, митрополита Московского, в посёлке Тайцы Петроградской губернии.
В 1928 году присоединился к «иосифлянству», стал одним из помощников архиепископа Гдовского Димитрия (Любимова). Из посещавшего Тайцы духовенства особенно сблизился с епископом Сергием (Дружининым) протоиереем Василием Верюжским, епископом Григорием (Лебедевым).
Летом 1928 года навещал отбывавшего ссылку в Моденском монастыре митрополита Иосифа (Петровых). В эти годы был духовником жившей в Гатчине широко почитаемой монахиню Марию (Лелянову). В конце мая 1929 года участвовал в отпевании и погребении Феодора Андреева.

## Аресты и ссылки
9 ноябре 1929 года арестован в Тайцах по делу церковной группы «Защита истинного православия», заключен в ленинградскую тюрьму на Шпалерной улице. При обыске была обнаружена и изъята часть иосифлянского «архива». Большинство документов оказалось уничтожено, но некоторые были сохранены в качестве вещественных доказательств в следственном деле.
3 августа 1930 года приговорен Коллегией ОГПУ к 5 годам лагерей.
С 24 сентября 1930 года отбывал срок в Соловецком лагере особого назначения (СЛОН). Жил в одном бараке с Иларионом (Бельским).
В сентябре 1931 года был переведён в Беломоро-Балтийский лагерь на строительство канала — сначала в Майгубу, а в 1932 г. в район станции Надвоицы.
В мае 1933 года в связи с окончанием строительства Беломорканала был досрочно освобождён. Поселился в Новгороде. В этот период он и его семья сдружились с художницей Татьяной Гиппиус, работавшей в музее Новгородского кремля.
29 июля 1938 года был вторично арестован по обвинению в участии в контрреволюционной организации ленинградского духовенства и организации диверсионной группы для взрыва Новгородского кремля и Софийского собора. Весной 1939 года в тяжёлом состоянии был доставлен в тюремную больницу.
7 мая 1939 года дело в связи с арестом Н. И. Ежова было прекращено, 9 мая Белавский был освобождён.
В 1939 году поселился с семьей в Покров-Мологе, рядом с Пестово Новгородской области, работал бухгалтером в районной больнице.
В 1944 году Григорием (Чуковым) был принят в клир Московской Патриархии.

## Гатчина
25 сентября 1945 года назначен вторым священником собора святого апостола Павла в Гатчине. На Пасху 1946 года возведён в сан протоиерея. Руководил реставрацией собора, законченной в 1949 году.
С 1 ноября 1949 года по 3 июня 1955 года был настоятелем Павловского собора. Устроил новый придел в нижнем храме — в честь особо чтимой иконы Божией Матери «Утоли моя печали», во время немецкой оккупации Гатчины в период Великой Отечественной войны этот образ был найден невредимым в обгоревшем доме.
Пётр Белавский восстановил торжественное празднование праздника Перенесения в Гатчину Мальтийских святынь.
10 июня 1955 года был назначен настоятелем Церкви Покрова Пресвятой Богородицы в Мариенбурге. В начале 1960-х годов в этом храме вместе с ним иногда служил простым священническим чином митрополит Пимен.
С апреля 1967 по 27 мая 1974 год состоял членом Ленинградского епархиального совета.
Весной 1976 года переведён за штат, остался почётным настоятелем Покровского храма.
Награждён Патриаршим крестом (1967), орденом Святого равноапостольного князя Владимира 2-й степени (1972) и орденом Святого преподобного Сергия Радонежского 2-й степени (1982).
Скончался 30 марта 1983 года. Похоронен за алтарём церкви Покрова Пресвятой Богородицы в Мариенбурге. На могиле Петра Белавского поставлен памятник — резной надгробный крест, выполненный в 1983 году художником Сергеем Спицыным.